# Nossa Senhora da Encarnação
Nossa Senhora da Encarnação é a denominação dada a Maria, mãe de Jesus em alusão à encarnação de Seu Filho. A Bíblia fala da encarnação do Verbo para enfatizar que Deus fez-se homem (João 1.14; 1Timóteo 3.16), pois Jesus veio em carne (1João 4.1,2).

## Em Portugal
Em Portugal, Nossa Senhora da Encarnação é venerada nos seguintes templos cristãos
- Capela de Nossa Senhora da Encarnação, Lovelhe - Vila Nova de Cerveira, Viana do Castelo
- Capela de Nossa Senhora da Encarnação , Campo e Sobrado, Valongo
- Capela de Pinheiro (Senhora da Encarnação), Vila Boa do Bispo, Marco de Canaveses
- Igreja de Nossa Senhora da Encarnação (Porches), ou Igreja Matriz de Porches, Porches, Lagoa.
- Igreja de Nossa Senhora da Encarnação (Vila Ruiva) ou Igreja Matriz de Vila Ruiva, Vila Ruiva, Cuba, distrito de Beja.
- Igreja de Nossa Senhora da Encarnação (Ameixoeira), Ameixoeira, Lisboa, distrito de Lisboa.
- Igreja de Nossa Senhora da Encarnação (Encarnação) ou Antiga Lobagueira dos Lobatos, Encarnação, Mafra, distrito de Lisboa.
- Ermida de Nossa Senhora da Encarnação (Carvoeiro), Praia do Carvoeiro, Lagoa.
- Capela de Nossa Senhora da Encarnação (Buarcos), Buarcos, Figueira da Foz.
- Capela de Nossa Senhora da Encarnação (Leiria), Leiria.
- Capela de Nossa Senhora da Encarnação (Bragança), Vale de Porco.
- Ermida da Senhora da Encarnação (Ribeira do Nabo), Velas, ilha de São Jorge, Açores.
- Igreja de Nossa Senhora da Encarnação (Espinheiro, Alcanena) Santarém.
- Igreja de Nossa Senhora da Encarnação (Vila Real de Santo António)

## No Brasil
- Igreja Matriz Nossa Senhora da Encarnação, em Guiricema, Minas Gerais, Brasil
- Igreja de Nossa Senhora da Encarnação, em Encarnação, Bahia, Brasil. Datada de 1620